# ヨハン・ファン・デル・フェルデ
ヨハン・ファン・デル・フェルデ（Johan van der Velde、1956年12月12日 - ）は、オランダ、ライスベルヘン出身の元自転車競技（ロードレース）選手。

## 来歴
1977年
- ツール・ド・ラブニール 総合2位

1978年
- ツアー・オブ・ブリテン 総合優勝、区間1勝（第2）
- ロンド・ファン・ネデルラント 総合優勝、区間1勝（第4）
- ツール・ド・ロマンディ 総合優勝、区間2勝（第1、5）

1979年
- ツール・ド・フランス 総合14位
- ツール・ド・ロマンディ 区間1勝（第2）

1980年
- ドーフィネ・リベレ 総合優勝、区間1勝（第6）
- オランダ選手権 プロ・ロードレース 優勝
- グランプリ・デュ・ミディ・リブル 総合3位
- カタルーニャ一周 総合2位、区間4勝（第1、4a、4b、5）
- ツール・ド・フランス
  -  新人賞
  - チームタイムトライアル（TTT）2勝（第1b、第7a)
  - 総合12位

1981年
- カタルーニャ一周 区間3勝（第1、2a、4）
- ツール・ド・ロマンディ 区間1勝（第5a）
- ロンド・ファン・ネデルラント 区間1勝（第4）
- ツール・ド・フランス
  - 区間1勝（第21）、TTT2勝（第1b、4）
  - 区間12位

1982年
- オランダ選手権 プロ・ロードレース 優勝
- カタルーニャ一周 区間1勝（第2）
- ロンド・ファン・ネデルラント 区間1勝（第5a）
- ツール・ド・フランス
  - 総合3位
  - TTT1勝（第9a）

1983年
- セトマナ・カタラナ 区間1勝（第5）
- チューリッヒ選手権 優勝

1984年
- ツール・ド・ロマンディ 区間1勝（第5a）
- ジロ・デ・イタリア
  - 総合5位

1985年
- コッパ・ベルノッキ 優勝
- ツール・ド・ロマンディ 区間1勝（第4）
- ジロ・デ・イタリア
  -  ポイント賞

1986年
- ブラバントス・パイル 優勝
- ジロ・デ・イタリア 区間1勝（第19）

1987年
- ジロ・デ・イタリア
  -  ポイント賞
  - 区間2勝（第15、16）
  - 総合9位
- ツール・ド・スイス 区間1勝（第3）

1988年
- ジロ・デ・イタリア
  -  ポイント賞

1989年
- アンフェタミンを常用していたことを自ら告白[1]。